# 4937 Lintott
4937 Lintott eller 1986 CL1 är en asteroid i huvudbältet som upptäcktes den 1 februari 1986 av den belgiske astronomen Henri Debehogne vid La Silla-observatoriet. Den är uppkallad efter Chris Lintott.
Asteroiden har en diameter på ungefär 9 kilometer och den tillhör asteroidgruppen Prokne.